# Z61/62次列车
Z61/62次列车是中国铁路运行于首都北京至吉林省会长春之间的直达特快列车，自2004年4月18日起开行，現由沈阳局集团长春客运段直达车队负责客运任务，是沈阳铁路局和吉林省开行的首趟直达特快列车。列车使用全列卧铺编组的中国铁路25T型客车，运行纵贯京哈铁路，途经北京、河北、辽宁等省市，全程1012公里。其中北京西站至长春站运行9小时12分，使用车次为Z61次，长春站至北京西站运行9小时，使用车次为Z62次。自开行以来，列车已连续被中国铁道部授予“红旗列车”称号。

## 历史

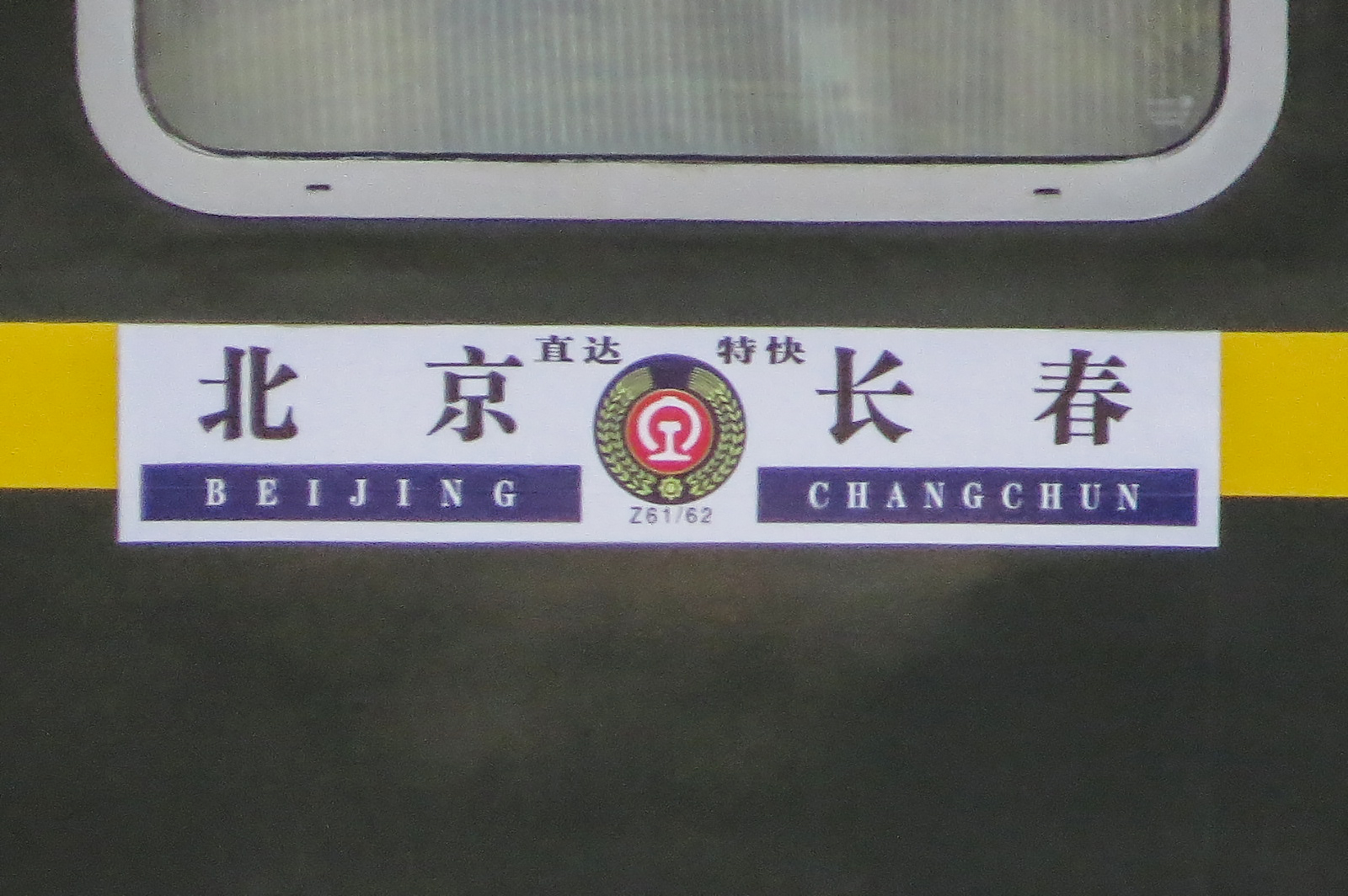
终到北京站时期的列车方向牌（2017年4月）

2004年，中国铁道部实施中国铁路第五次大提速，使得列车运行速度普遍提升，具备了开行夕发朝至的直达特快列车的条件。后者是中国首次实行一机牵引、单司机值乘、长途列车中途换班的运行方式，全程点对点直达。同年4月18日，铁道部正式开行首批19对直达特快列车，主要范围是京沪、京哈等铁路干线，其中Z61/62次列车成为北京至长春间首趟直达特快列车，也是沈阳铁路局首趟直达特快列车，乘务由沈阳铁路局长春客运段担当。该列车的全程运行为8小时35分，比原来特快列车压缩近2小时。
2023年6月30日起，长春开Z62次经由北京地下直径线延长至北京西站，次日起Z61次亦改由北京西站始发，此举方便了旅客到京换乘南下列车，也使北京西站自Z621/622次2017年12月28日停运后再度迎来暌违多年的东北方向旅客列车（同时北京西站跨线至京哈高铁的列车最远只终到北京局局界平泉北站，直至2024年1月10日北京朝阳-哈尔滨西G935次列车延至北京西始发）。

## 列车编组
Z61/62次列车自开行起便采用新造的DC600V机车直供电中国铁路25T型客车，采取18辆编组，其中硬卧车10辆、软卧车7辆、高级软卧车和餐车各1辆，定员608人。列车上设有酒吧、等离子电视、运行时刻表、感应门等设施；高级软卧车厢还备有自动擦鞋机、包厢独立卫生间及沙发等高档设施，为当时中国铁路最先进的列车。自2013年1月5日起，因Z77/78次列车停运，Z61/62次列车原车底转配沈阳车辆段用于Z194/191、Z192/193次列车，改用由四方车辆厂制造、供电制式为AC380V的25T型客车。在2013年12月28日调图之时沈阳铁路局决定给Z61/62次2组由唐山轨道客车新造，供电制式为DC600V的25T型客车，原AC380V的25T型客车转为T59/60次列车使用，现用于北京至吉林的Z117/118次列车。
| 车厢编号 | 1-8          | 9                | 10-18        |
| 车型     | RW25T 软卧车 | RW19T 高级软卧车 | YW25T 硬卧车 |

## 机车交路

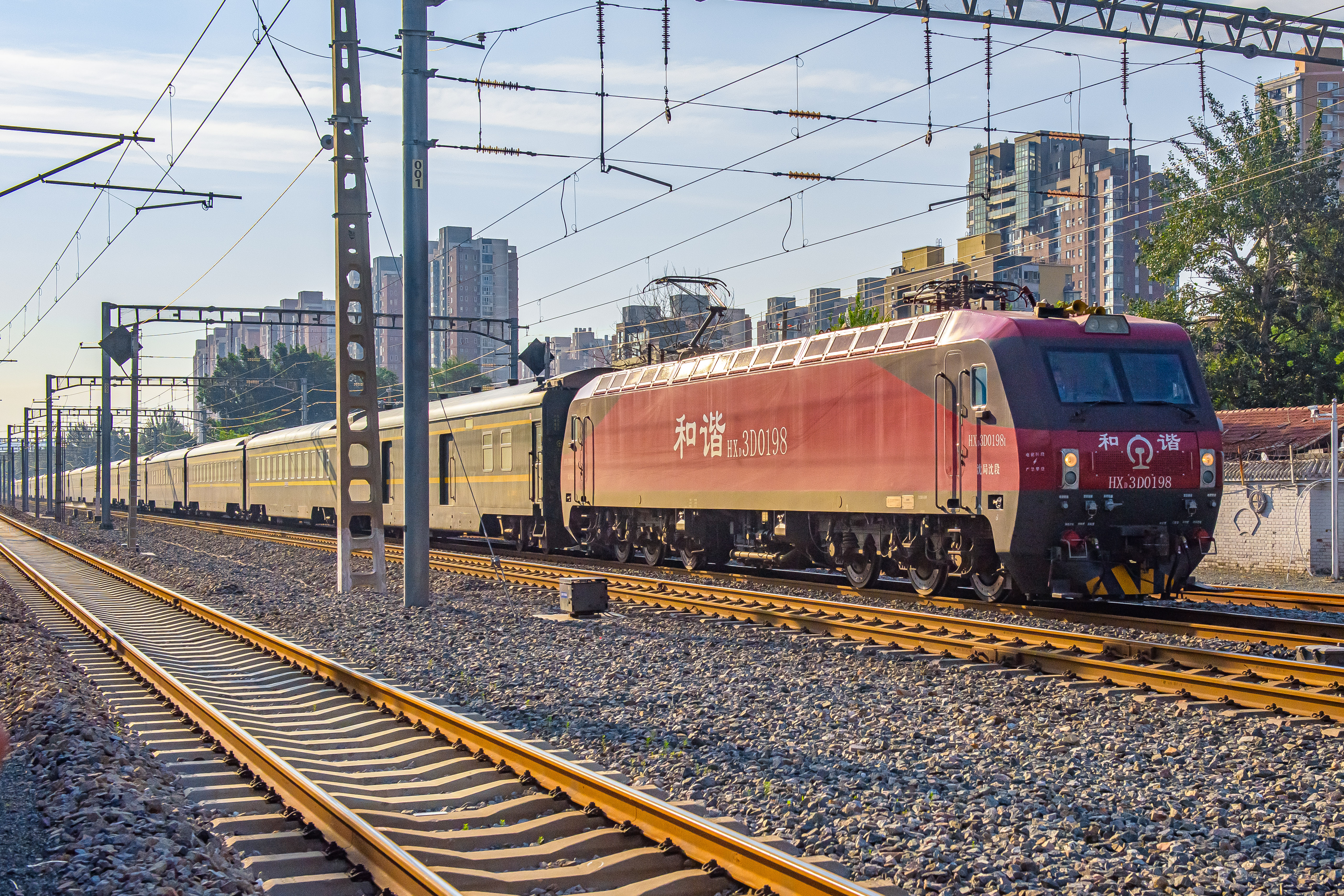
HXD3D型0198号电力机车牵引Z62次列车通过京哈线水南庄道口（2025年7月）

Z61/62次列车在开行初期全程使用配属沈阳铁路局沈阳机务段的韶山9G型电力机车单机车、单司机直达。自2013年1月5起，则使用由北京局北京机务配属的东风11G型内燃机车担当牵引任务，2013年12月28日开始则重新使用沈阳铁路局沈阳机务段的韶山9G型电力机车单机车、单司机直达不在山海关技术停车。
| 车站区段               | 长春 ↔ 北京西                        |
| 本务机车 配属 司机更替 | 和谐3D型电力机车 沈局沈段 单司机值乘 |

## 时刻表
- 数据截至2023年7月1日运行图调整[6]。

| Z61次 | Z61次 | Z61次 | Z61次 | 停靠站 | Z62次 | Z62次 | Z62次 | Z62次 |
| 里程  | 天数  | 到点  | 开点  | 停靠站 | 到点  | 开点  | 天数  | 里程  |
| ----- | ----- | ----- | ----- | ------ | ----- | ----- | ----- | ----- |
| 0     | 当日  | —     | 21:20 | 北京西 | 07:33 | —     | 次日  | 1012  |
| 9     | 当日  | 21:35 | 21:55 | 北京   | 07:10 | 07:18 | 次日  | 1003  |
| 897   | 次日  | ↓     | ↓     | 四平   | 23:31 | 23:34 | 当日  | 115   |
| 1012  | 次日  | 06:32 | —     | 长春   | —     | 22:31 | 当日  | 0     |